# Horsley (Gloucestershire)
Horsley – wieś w Anglii, w hrabstwie Gloucestershire, w dystrykcie Stroud. Leży 21 km na południe od miasta Gloucester i 147 km na zachód od Londynu.